# IC 4398
IC 4398 ist eine Balken-Spiralgalaxie vom Hubble-Typ SBb im Sternbild Bärenhüter am Nordsternhimmel. Sie ist schätzungsweise 569 Millionen Lichtjahre von der Milchstraße entfernt.
Das Objekt wurde am 6. Juli 1896 von Stéphane Javelle entdeckt.